# 滦南一中
滦南一中，全名河北省滦南县第一中学，位于中国河北省唐山市滦南县，是河北省重点中学。学校创建于1949年。2015年滦南一中入围清华大学新百年领军计划推荐资格学校。
滦南一中校址原位于滦南县元代旧城内，2019年秋季迁入滦南县北河新区祥和路西侧、福海大街北侧的新校区。
滦南一中校训为正 严 勤 恒。
该校知名校友为现任外交部新闻司副司长、外交部发言人赵立坚。